# Vicente Bachero
Vicente Bachero Castells (Onda, 6 de enero de 1905 - Batalla del Ebro, entre el 25 de julio y antes del 25 de octubre del 1938) fue un ciclista y político de origen valenciano establecido en Cataluña, que fue profesional desde el 1925 al 1935.

## Biografía
Sus padres lo llevaron a vivir en Barcelona de muy joven, y Bachero se vinculó a actividades deportivas al barrio de Sants. Hijo de ciclista (su padre, Vicente también de nombre, haría equipo con él
el 1926), en 1925 firmó para correr con el equipo Peugeot, y el 1932-1933 corría por el AC Montjuic. Hizo competiciones en ruta, y a velódromos como los de Palma o Reos, en estos últimos en pruebas de carreras a la americana.
Establecido en San Justo Desvern, en 1936 formaba parte del grupo local "Acràcia", de la FAI y el 7 de septiembre de 1936, en representación del sindicato CNT, se incorporó al Comité de Milicias Antifascistas de San Justo que tomó el gobierno municipal. Poco después, el 17 de octubre de 1936 se integró, como alcalde tercero, en la junta de gobierno municipal, institución donde permaneció hasta el 8 de julio de 1937. Fue internado al campo de trabajo número 6 por los alrededores de julio del 1938 y al cabo de poco participó, y murió, a la batalla del Ebro. Su nombre está recogido al memorial de Camposines (La Fatarella).

## Palmarés
- 1932
  - 1º en el Campeonato de Barcelona
- 1933
  - 3º en el Campeonato de España en ruta
- 1934
  - 2º en la Vuelta a Mallorca y vencedor de una etapa

### Resultados a la Vuelta en España
- 1935. 16º de la clasificación general

### Resultados al Tour de Francia
- 1935. 39.º de la clasificación general